# Nicole Vidal
Nicole May Vidal (* 16. Mai 1928 in Haiphong, bei Hanoi; † 24. April 2003 in Tournan-en-Brie) war eine französische Schriftstellerin, die für jugendliche wie auch erwachsene Leser schrieb. Ihre oft preisgekrönten Romane hatten vor allem historische Handlungen.

## Leben
Nicole Vidal verbrachte ihre Kindheit in Indochina, bis ihre Familie das Land verlassen musste, nach China floh und dann nach Indien und in den Libanon umzog. Ab 1945 lebte sie in Ägypten und ab 1948 in Frankreich. Ihren Lebensunterhalt verdiente sie mit Gelegenheitsjobs. Ab den 1960er Jahren schrieb sie Romane und Jugendbücher.

## Werke
- Voyage en Chine. 1954.
- Emmanuel ou Le livre de l'homme. 1960.
- Nefertiti (= L'histoire fabuleuse.). Gallimard, Paris 1961; deutsch: Nofretete. Zsolnay, Wien u. a. 1963.
- Yang Kouei-Fei. 1963.
- Le Prince des steppes. 1967.[4]
- Le destin aux mille visages.; deutsch 1992 als Dschamal. Arena, Würzburg 1992, ISBN 978-3-401-04338-8.